# Артеменко Ростислав Юхимович
Ростислав Юхимович Артеменко (нар. 1928 — ?) — український радянський діяч, секретар Івано-Франківського обласного комітету КПУ, голова Івано-Франківського обласного об'єднання «Сільгосптехніка».

## Біографія
Освіта вища. Член КПРС.
На 1957—1958 роки — директор Чернелицької машинно-тракторної станції (МТС) Городенківського району Станіславської області.
На 1961—1965 роки — голова Станіславського (Івано-Франківського) обласного об'єднання «Сільгосптехніка».
20 березня 1965 — 1971 року — заступник голови виконавчого комітету Івано-Франківської обласної ради депутатів трудящих.
5 лютого 1971 — 10 грудня 1988 року — секретар Івано-Франківського обласного комітету КПУ з питань сільського господарства.
Потім — на пенсії.

## Нагороди
- орден Трудового Червоного Прапора (26.02.1958)
- ордени
- медалі